# ويليام هنري باول
ويليام هنري باول (بالإنجليزية: William Henry Powell)‏ هو رسام وفنان أمريكي، ولد في 14 فبراير 1823 في نيويورك في الولايات المتحدة، وتوفي بنفس المكان في 6 أكتوبر 1879.

## معرض صور

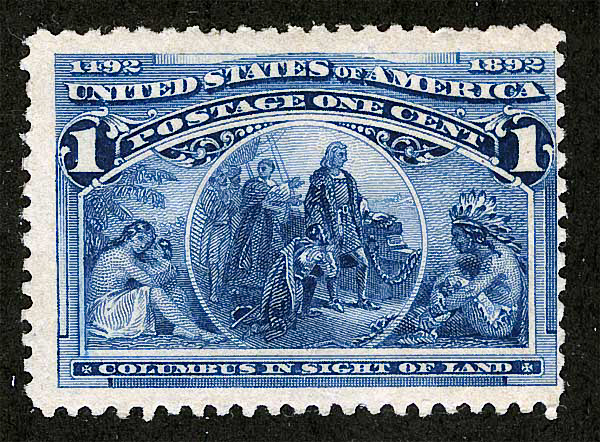
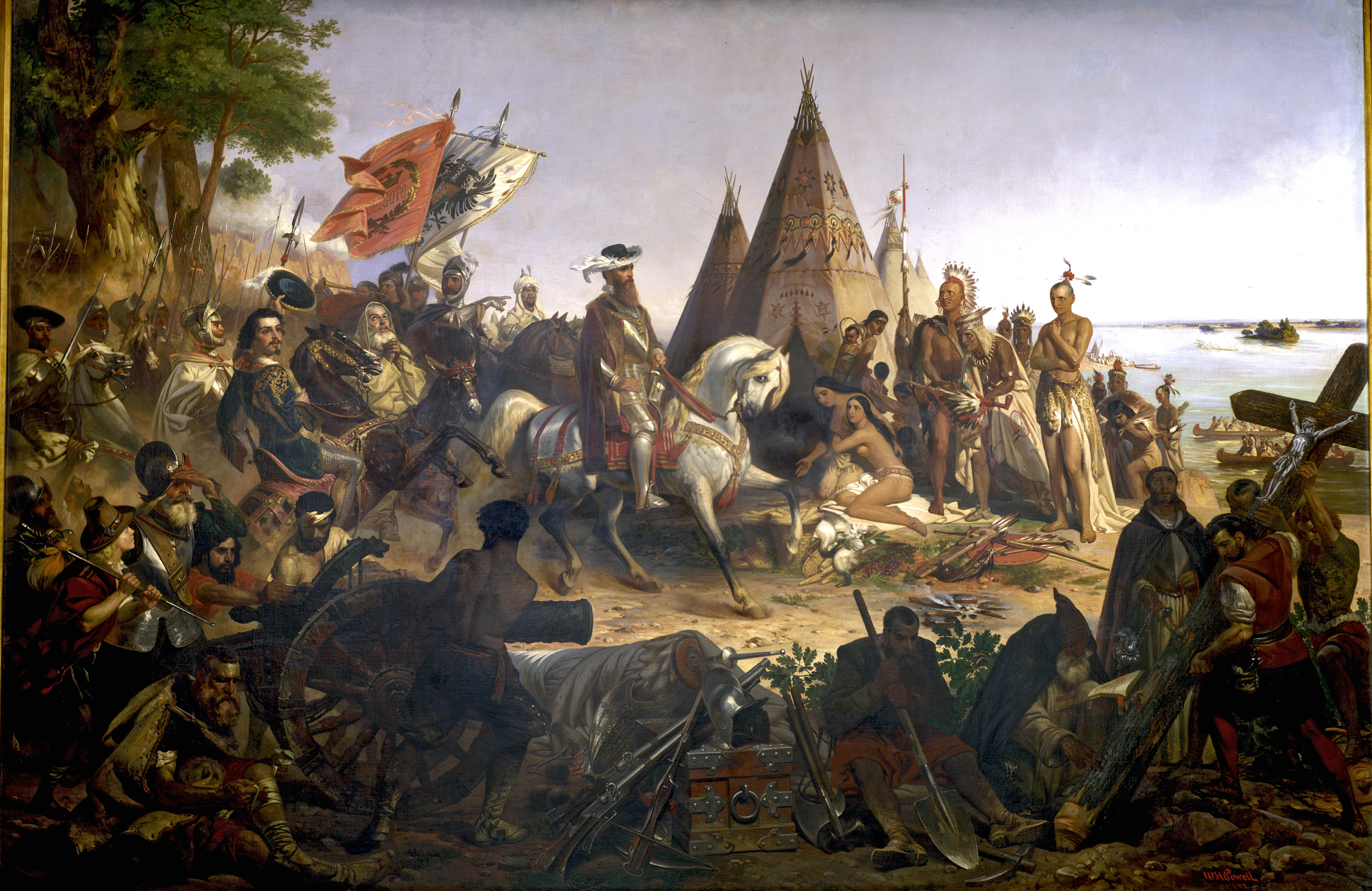
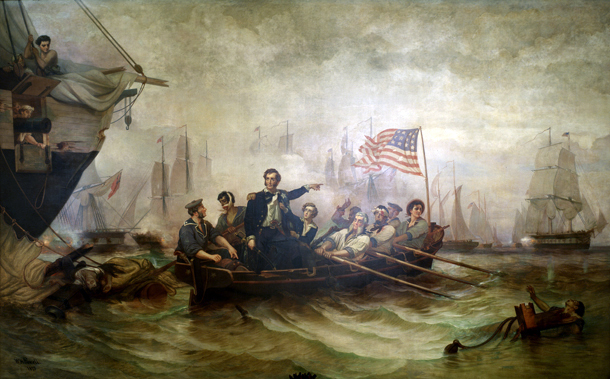